# Hallinge (småort)
Hallinge var en av SCB år 1990 definierad och avgränsad småort. Bebyggelsen bestod av tillfälliga boende strax sydväst om torpet Smedstorp i Salems kommun i Stockholms län. Namnet togs från Hallinge gård som ligger 1,5 kilometer nordväst om denna bebyggelse. Idag finns bara Smedstorp kvar.